# Grameen Danone Foods
Grameen Danone Foods est une coentreprise du groupe Danone et de la Grameen Bank.
Elle a pour ambition de fournir des produits laitiers de première nécessité à des prix accessibles (0,10€) pour la population locale du Bangladesh. 
Une première usine, a été construite en 2006 à Bogra dans le nord du Bangladesh. Elle produit des yaourts (Shokti Doi) dont l'apport nutritif correspond au déficit en vitamines et minéraux des enfants de la région sur la base d'études effectuées au sein de la population par l'organisation non gouvernementale Gain.  L'usine, peu automatisée et de petite taille, a été conçue pour employer le plus grand nombre de personnes. Elle se fournit chez les petits producteurs de la région. La vente de yaourt en campagne repose sur les femmes pauvres des villages qui vont vendre les produits en porte à porte pour avoir un complément de revenu (les "Shokti ladies"). Le produit est disponible dans le nord du Bangladesh, l'est, ainsi qu'à Dhaka.
En Février 2014, Grameen Danone lance un nouveau produit: Shokti Pocket. Il contient les mêmes valeurs nutritives que le Shokti Doi, mais peut se conserver longtemps et n'a pas besoin d'être mis dans un frigidaire. 

## Historique
- Octobre 2005, Franck Riboud, PDG de Danone demande à rencontrer Muhammad Yunus pour collaborer pour trouver des moyens d'aider à nourrir les pauvres. Muhammad Yunus propose de créer une entreprise commune sous le modèle de la social business.
- Novembre 2005, Emmanuel Faber, président de Danone Asie, arrive au Bangladesh avec une équipe d'experts
- Mars 2006, Franck Riboud se rend à Dhaka pour signer et rendre public le protocole d'accord
- Juin 2006, achat d'un terrain de 2000 m², l'usine occupe 700 m²
- Juillet 2006, début des travaux
- Novembre 2006, promotion de l'entreprise avec parrainage de Zinédine Zidane qui se rend au Bangladesh pour l'occasion.
- 2007, le premier pot de Shokti Doi destiné à la vente sort des lignes de production.

## Livres
- Vers un nouveau capitalisme de Muhammad Yunus, Ed. J.-C. Lattès, 2008,  (ISBN 978-2-709-62914-0), chapitres 6,7
- "Building Social Business Models: Lessons from the Grameen Experience” de "